# Френч, Марк
Марк Френч (англ. Mark French; род. 1971, Милтон, Канада) — канадский хоккейный тренер, в настоящее время возглавляющий клуб Немецкой хоккейной лиги (DEL) ХК Ингольштадт.

## Карьера
Играл за хоккейную команду из Университета Брока, на позиции нападающего. Был капитаном команды  в течение трёх сезонов. Завершил карьеру игрока в возрасте 25 лет и остался в тренерском штабе студенческой команды. В сезоне 1996/97 был помощником тренера Университета Брока. В следующем сезоне стал главным тренером команды. В сезоне 1998/99 помогал тренеру университета Гелфа.
С 2000 по 2007 год работал в различных должностях юниорских лиг, вновь студенческих, CHL и ECHL. С 2007 по 2009 год был помощником тренера клуба АХЛ, «Херши Беарс». В 2009 году Френч стал главным тренером «Херши» (перед этим выиграв Кубок Колдера 2009 в качестве ассистента Боба Вудса). В первый же сезон в качестве главного тренера он привел клуб к победе в Кубке Колдера с рекордным для лиги количеством побед в регулярке. В следующих сезонах команда Френча три раза подряд вылетала в первом раунде плей-офф.
Летом 2013 года возглавил хорватский «Медвешчак», дебютировавший в сезоне 2013/14 в КХЛ. Под его руководством загребская команда, укомплектованная преимущественно североамериканскими игроками, вышла в плей-офф, где уступила в первом раунде «Льву».
Френч вернулся в июне 2014 года в Канаду после одного сезона в Хорватии, подписав контракт с молодёжной командой «Калгари Хитмен».

## Достижения
- Обладатель Кубка Колдера - 2010

## Личная жизнь
Марк Френч проживает в Херши, Штат Пенсильвания со своей женой Кимберли. Они имеют двух детей, Элли и Уильяма.

## Статистика

### Игровая карьера
```
                                            - Регулярный Сезон --   ---- Плей-офф ----
Сезон    Команда                     Лига    И   Г   П   О  Штр    И   Г   П   О  Штр
--------------------------------------------------------------------------------------
1992-93  Университет Брока           CIAU   --  --  --  --   --   --  --  --  --   --
1993-94  Университет Брока           CIAU   --  --  --  --   --   --  --  --  --   --
1994-95  Университет Брока           CIAU   --  --  --  --   --   --  --  --  --   --
1995-96  Университет Брока           CIAU   20   2   4   5   28   --  --  --  --   --

```

### Тренерская карьера
```
                                           
Сезон 	Команда 	      Лига     Должность      И    В    П   Н   ПО   В%     Результат
----------------------------------------------------------------------------------------------------
1999-00	Норт-Бей Сентенниалс   OHL     Ассистент	  	  	  	  	  	 	 
2000-01	Норт-Бей Сентенниалс   OHL     Ассистент	  	  	  	  	  	 	 
2004-05	Атлантик-Сити ББ       ECHL    Ассистент	  	  	  	  	  	 	 
2005-06	Уичито Тандер 	       CHL     Гл. тренер    64   38   18   0 	 8   0.656   Проиграли в 1/8
2006-07	Уичито Тандер 	       CHL     Гл. тренер    64   28   28   0 	 8   0.500   Проиграли в 1/8
2007-08	Уичито Тандер 	       CHL     Гл. тренер    17    4   13   0 	 0   0.235 	
2007-08	Херши Беарс 	       АХЛ     Ассистент	  	  	  	  	  	 	 
2008-09	Херши Беарс 	       АХЛ     Ассистент	  	  	  	  	  	 	 
2009-10	Херши Беарс 	       АХЛ     Гл. тренер    80   60   17   0 	 3   0.769   Выиграли Кубок
2010-11	Херши Беарс 	       АХЛ     Гл. тренер    80   46   26   0 	 8   0.625   Проиграли в 1/8
2011-12	Херши Беарс 	       АХЛ     Гл. тренер    76   38   26   0 	 12  0.579   Проиграли в 1/8
2012-13	Херши Беарс 	       АХЛ     Гл. тренер    76   36   31   0 	 9   0.533   Проиграли в 1/8
-----------------------------------------------------------------------------------------------------
   Всего в АХЛ                                       312  180  100   0   32  0.626
```